# Mateusz Sochowicz
Mateusz Sochowicz, né le 28 février 1996 à Wrocław, est un lugeur polonais. 

## Palmarès

### Jeux olympiques
- en 2018 à Pyeonchang
  - 27e en simple